# 劉金標
劉金標（英語：King Liu，1934年7月2日—），台中沙鹿人，台灣企業家。巨大機械、捷安特、微笑單車公司創辦人暨前董事長。以推廣自行車運動而聞名，因為他的推廣，也讓台灣在每年的五月都有專屬的「台灣自行車月」。2006年獲選為Discovery頻道《台灣人物誌》的6名主角之1。2014年獲頒亞洲大學名譽博士。